# Лесная Поляна (Луганская область)
Лесна́я Поля́на (укр. Лісна Поляна) — село в Марковском районе Луганской области Украины, административный центр Леснополянского сельского совета.
Население по переписи 2001 года составляло 649 человек. Почтовый индекс — 349666. Телефонный код — 6464. Занимает площадь 0,773 км². Код КОАТУУ — 4422586601.

## Местный совет
92430, Луганська обл., Марківський р-н, с. Лісна Поляна, вул. Леніна, 13а  (укр.)